# 30412 Anthonylagain
30412 Anthonylagain è un asteroide della fascia principale. Scoperto nel 1999, presenta un'orbita caratterizzata da un semiasse maggiore pari a 2,962166 UA e da un'eccentricità di 0,078322, inclinata di 10,632254° rispetto all'eclittica. Ha un diametro di 4,460 km.